# Municipio de San Antonino Castillo Velasco
El municipio de San Antonino Castillo Velasco es uno de los 570 municipios en que se encuentra dividido el estado mexicano de Oaxaca y que se encuentra localizado en la zona central del mismo. Su cabecera es la población del mismo nombre.

## Geografía
El municipio de San Antonino Castillo Velasco se encuentra localizado en la región Centro y en el distrito de Ocotlán, en la zona central del estado. Tiene una extensión territorial de 11 213 kilómetros cuadrados que equivalen al 0.01 % de la extensión total del estado, siendo sus coordenadas extremas 16°47′ - 16°51′ de latitud norte y 96°40′ - 96°43′ de longitud oeste y su altitud fluctúa entre un máximo de 1600 y un mínimo de 1400 metros sobre el nivel del mar.
El municipio limita en su extremo norte con el municipio de San Martín Tilcajete, al noreste, este y sur con el municipio de Ocotlán de Morelos, al suroeste con el municipio de Santiago Apóstol y al oeste con el municipio de Santa Ana Zegache.

## Demografía
La población total del municipio de acuerdo con el Censo de Población y Vivienda realizado en 2010 por el Instituto Nacional de Estadística y Geografía, es de 5 651 habitantes.
La densidad de población asciende a un total de 503.97 personas por kilómetro cuadrado.

### Localidades
El municipio se encuentra formado por cinco localidades, las principales y su población de acuerdo al censo de 2010 son:
| Localidad                     | Población (2010) |
| ----------------------------- | ---------------- |
| San Antonino Castillo Velasco | 5 354            |
| Lachicuvica                   | 232              |
| Esquina de la Piedra          | 35               |
| Total municipio               | 5 651            |

## Política
El gobierno del municipio de San Antonino Castillo Velasco es electo mediante el principio de partidos políticos, con en la gran mayoría de los municipios de México. El gobierno le corresponde al ayuntamiento, conformado por el presidente municipal, un síndico y el cabildo integrado por dos regidores. Todos son electos mediante voto universal, directo y secreto para un periodo de tres años que pueden ser renovables para un periodo adicional inmediato.

### Representación legislativa
Para la elección de diputados locales al Congreso de Oaxaca y de diputados federales a la Cámara de Diputados federal, el municipio de Santos Reyes Pápalo se encuentra integrado en los siguientes distritos electorales:
Local:
- Distrito electoral local de 16 de Oaxaca con cabecera en Zimatlán de Álvarez.[4]

Federal:
- Distrito electoral federal 4 de Oaxaca con cabecera en Tlacolula de Matamoros.[5]